# متعب النجرانی
متعب النجرانی (عربی: متعب النجراني؛ زادهٔ ۲۳ فوریهٔ ۱۹۹۱) یک ورزشکار اهل عربستان سعودی است.
از باشگاه‌هایی که در آن بازی کرده‌است می‌توان به باشگاه فوتبال نجران عربستان سعودی و باشگاه فوتبال القادسیه عربستان سعودی اشاره کرد.